# Rudolf Hartl
Rudolf Hartl (* 4. September 1909 in Salzburg; † 30. Juli 1943 in der JVA München-Stadelheim) war ein österreichischer sozialdemokratischer Widerstandskämpfer und Opfer der NS-Justiz.

## Leben

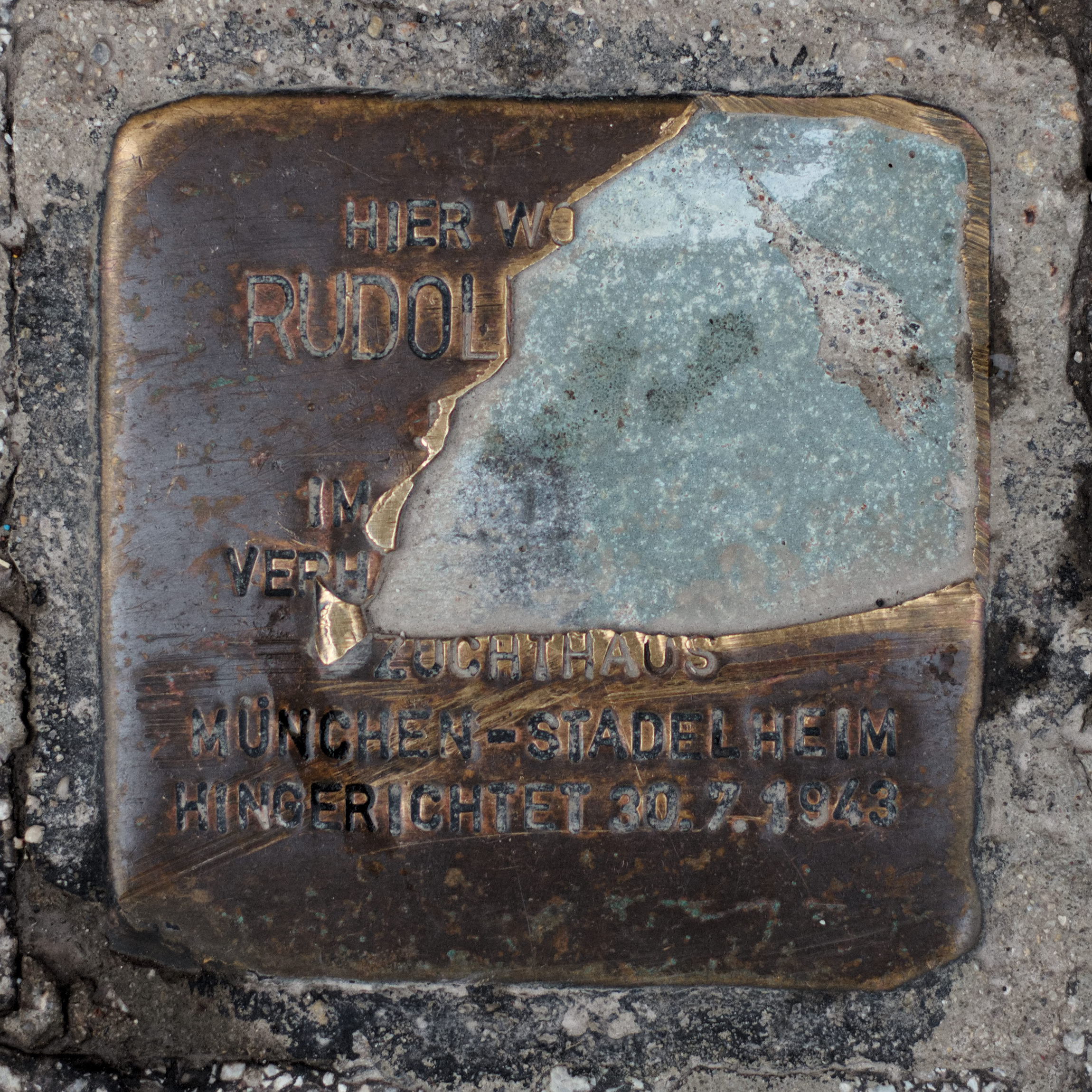
Beschädigter Stolperstein für Rudolf Hartl vor dem Haus Elisabethstraße 49 im Salzburger Stadtteil Elisabeth-Vorstadt

Hartl war verheiratet, Schlosser bei der Salzburger Lokalbahn und hatte eine Tochter, die am 12. März 1939 in Salzburg geboren wurde. Er war Mitglied der Sozialdemokratischen Arbeiterpartei und Gewerkschafter, schloss sich der von Franz Ofner und Anton Reindl gegründeten kommunistischen Widerstandsbewegung an und wurde Leiter der Ortsgruppe Itzling. 
Anfang 1942 wurden alle sozialistischen und kommunistischen Widerstandsgruppen in Salzburg durch den aus Bayern stammenden Gestapo-Spitzel Josef Kirschner enttarnt. Hartl wurde am 2. April 1942 von der Gestapo verhaftet und zusammen mit Leopold Hock, Rudolf Smolik, Josef Thalhammer und Josef Wartinger am 3. März 1943 vom 1. Senat des Volksgerichtshofes unter Vorsitz von Paul Lämmle im Schwurgerichtssaal des Landesgerichts Salzburg wegen „Vorbereitung zum Hochverrat“ und „Feindbegünstigung“ zum Tode verurteilt. Hartl wurde am 30. Juli 1943 im Gefängnis München-Stadelheim hingerichtet.
Die Ehefrauen der Mitglieder der kommunistischen Ortsgruppen Gnigl, Itzling und Hallein wurden vom Polizeigefängnis Salzburg aus mit Sammeltransporten in das KZ Auschwitz deportiert. Hartls Ehefrau bezog in der Nachkriegszeit als Hinterbliebene Opferfürsorge, seine Tochter heiratete und zog aus Salzburg weg.

## Gedenken
Auf Initiative des Verbandes österreichischer ehemaliger politischer KZLer, Häftlinge und politisch Verfolgter im Lande Salzburg wurden die sterblichen Überreste von Rudolf Hartl und anderer hingerichteter kommunistischer Widerstandskämpfer auf dem Friedhof am Perlacher Forst in München exhumiert und am 1. November 1950 unter Beteiligung des Pfarrers Franz Dürnberger aus Gnigl auf dem Kommunalfriedhof in Salzburg bestattet.
Am 13. Oktober 1997 wurde im Lokalbahnhof im Untergeschoß des Salzburger Hauptbahnhofes eine Gedenkplatte für Rudolf Hartl, Alois Auer und August Gruber enthüllt.
Am 13. Mai 2013 wurde zu seinem Andenken in der Elisabethstraße Nr. 49 in Salzburg ein Stolperstein verlegt. 